# Hervé Kage
Hervé Kage (Kinshasa, 1989. április 10. –) belga korosztályos válogatott labdarúgó, de felnőtt szinten a kongói DK válogatottban szerepel. Jelenleg a KRC Genk játékosa.

## Külső hivatkozások
- Hervé Kage Footgoal
- Hervé Kage Belgian FA
- Hervé Kage Transfermarkt